# Avenue U (linea BMT Brighton)
Avenue U è una fermata della metropolitana di New York, situata sulla linea BMT Brighton. Nel 2014 è stata utilizzata da 2 175 035 passeggeri.
È servita dalla linea Q Broadway Express, sempre attiva.